# Station Psary Śląskie
Station Psary Śląskie is een spoorwegstation in de Poolse plaats Psary.